# Kuruption!
Albums de Kurupt
Tha Streetz Iz a Mutha
(1999)
Singles
1. We Can Freak It
Sortie : 1998
2. Ask Yourself a Question
Sortie : 1998

Kuruption! est le premier album studio de Kurupt, sorti le 1er septembre 1998.
L'album s'est classé 4e au Top R&B/Hip-Hop Albums et 8e au Billboard 200.

## Liste des titres

### Disque 1: West Coast
| No  | Titre                                                                         | Contient un (des) sample(s) de                                            | Durée |
| --- | ----------------------------------------------------------------------------- | ------------------------------------------------------------------------- | ----- |
| 1.  | This One's for U (Produit par Studio Ton)                                     | Sunshine d'Earth, Wind & Fire                                             | 5:02  |
| 2.  | Make Some Noize (featuring Daz Dillinger – Produit par Soopafly)              | Black Steel in the Hour of Chaos de Public Enemy                          | 5:14  |
| 3.  | Put That on Something (featuring Freeze – Produit par Devante Swing)          |                                                                           | 5:18  |
| 4.  | Play My Cards (featuring Blaqthoven – Produit par DJ Battlecat)               | La Di Da Di de Doug E. Fresh et Slick Rick Genius of Love du Tom Tom Club | 4:30  |
| 5.  | We Can Freak It (featuring Baby S et Andre Wilson – Produit par DJ Battlecat) | It's Your Night de Ray Parker Jr.                                         | 4:10  |
| 6.  | Fresh (featuring Daz Dillinger – Produit par Daz Dillinger)                   |                                                                           | 5:01  |
| 7.  | C-Walk (featuring Tray Dee et Slip Capone – Produit par Daz Dillinger)        | The New Style des Beastie Boys Sound of da Police de KRS-One              | 5:12  |
| 8.  | Ho's a Housewife (featuring Fuss et Paul – Produit par Kurupt)                |                                                                           | 5:20  |
| 9.  | Can't Let That Slide (featuring Roscoe – Produit par Twin)                    |                                                                           | 6:48  |
| 10. | That's Gangsta (Produit par Warren G)                                         |                                                                           | 3:30  |
| 11. | Another Day (featuring Gonzoe et Slip Capone – Produit par DJ Muggs)          | Sho'nuff Must Be Luv de Heatwave                                          | 4:48  |
| 12. | Ask Yourself a Question (featuring Dr. Dre – Produit par Dr. Dre)             |                                                                           | 4:47  |

### Disque 2: East Coast
| No  | Titre | Contient un (des) sample(s) de       | Durée |
| --- | --- | ------------------------------------ | ----- |
| 1.  | It's a Set Up (Produit par D-Moet)                                                                               | Funk You Up de The Sequence          | 7:40  |
| 2.  | Light Shit Up (featuring Buckshot – Produit par Easy Mo Bee)                                                     |                                      | 4:46  |
| 3.  | Game (Produit par D-Moet)                                                                                        |                                      | 6:07  |
| 4.  | Gimmewhutchagot (featuring Barshawn – Produit par Med)                                                           | For the Love of Money des O'Jays     | 6:15  |
| 5.  | If You See Me (featuring Mr. Short Khop, Baby S, El-Drex et Trigga – Produit par Storm)                          |                                      | 6:16  |
| 6.  | The Life (featuring El-Drex – Produit par D-Moet)                                                                | Livin' in the Light de Caron Wheeler | 5:36  |
| 7.  | No Feelings (featuring Slop et Patacico – Produit par D-Moet)                                                    |                                      | 4:39  |
| 8.  | It's Time (featuring Deadly Venoms – Produit par Storm)                                                          |                                      | 5:27  |
| 9.  | I Wanna... (featuring Ralik Royale, Snake, Floyd et Drea – Produit par Devante Swing)                            |                                      | 8:38  |
| 10. | Who Do U Be (featuring Shelene – Produit par RJ Rice et Dave « Jam » Hall)                                       | Centipede de Rebbie Jackson          | 3:35  |
| 11. | We Can Freak It (East Coast Remix) (featuring Noreaga et Sisqó of Dru Hill – Produit par Tamir « Nokio » Ruffin) |                                      | 5:11  |